# Eskilstuna och Strängnäs valkrets
Eskilstuna och Strängnäs valkrets var en särskild valkrets vid riksdagsvalen till andra kammaren 1866–1875 samt från (höstvalet) 1887 till 1893. Vid valet 1896 blev Eskilstuna en egen valkrets med namnet Eskilstuna stads valkrets medan Strängnäs kom att tillhöra Nyköpings, Torshälla, Strängnäs, Mariefreds och Trosa valkrets.

## Riksdagsmän
- Sven Palmgren (1867)
- Jacob Wedberg (1868–1875)
- Thore Strömberg (1876–1878)
- Knut Söderblom, AK:s f 1887–1888, AK:s c 1889–1890 (1887–1890)
- Adolf Aulin, folkp 1895–1896 (1891–1896)

## Valresultat

### 1887 (vår)
| Andrakammarvalet i Sverige 1887 I: Eskilstuna och Strängnäs valkrets | Andrakammarvalet i Sverige 1887 I: Eskilstuna och Strängnäs valkrets | Andrakammarvalet i Sverige 1887 I: Eskilstuna och Strängnäs valkrets | Andrakammarvalet i Sverige 1887 I: Eskilstuna och Strängnäs valkrets | Andrakammarvalet i Sverige 1887 I: Eskilstuna och Strängnäs valkrets |
| Kandidat                                                             | Kandidat                                                             | Röster                                                               | Röster                                                               | Röster                                                               |
| Kandidat                                                             | Kandidat                                                             | Antal                                                                | %                                                                    | +− %                                                                 |
| -------------------------------------------------------------------- | -------------------------------------------------------------------- | -------------------------------------------------------------------- | -------------------------------------------------------------------- | -------------------------------------------------------------------- |
|                                                                      | Knut Söderblom (AKF)                                                 | 22                                                                   | 100,0                                                                |                                                                      |
| Antal giltiga röster                                                 | Antal giltiga röster                                                 | 22                                                                   |                                                                      |                                                                      |
| Kasserade röster                                                     | Kasserade röster                                                     | 1                                                                    |                                                                      |                                                                      |
| Totalt                                                               | Totalt                                                               | 23                                                                   |                                                                      |                                                                      |

Valet ägde rum den 15 april 1887. Valdeltagandet vid valet av de elektorer som förrättade valet var 72,1%.

### 1887 (sept.)
| Andrakammarvalet i Sverige 1887 II: Eskilstuna och Strängnäs valkrets | Andrakammarvalet i Sverige 1887 II: Eskilstuna och Strängnäs valkrets | Andrakammarvalet i Sverige 1887 II: Eskilstuna och Strängnäs valkrets | Andrakammarvalet i Sverige 1887 II: Eskilstuna och Strängnäs valkrets | Andrakammarvalet i Sverige 1887 II: Eskilstuna och Strängnäs valkrets |
| Kandidat                                                              | Kandidat                                                              | Röster                                                                | Röster                                                                | Röster                                                                |
| Kandidat                                                              | Kandidat                                                              | Antal                                                                 | %                                                                     | +− %                                                                  |
| --------------------------------------------------------------------- | --------------------------------------------------------------------- | --------------------------------------------------------------------- | --------------------------------------------------------------------- | --------------------------------------------------------------------- |
|                                                                       | Knut Söderblom (AKF)                                                  | 211                                                                   | 58,8                                                                  | ▼41,2                                                                 |
|                                                                       | Erik Albert Lundblad (prot.)                                          | 147                                                                   | 40,9                                                                  |                                                                       |
|                                                                       | Hadar Hallström (prot.)                                               | 1                                                                     | 0,3                                                                   |                                                                       |
| Antal giltiga röster                                                  | Antal giltiga röster                                                  | 359                                                                   |                                                                       |                                                                       |
| Kasserade röster                                                      | Kasserade röster                                                      | 0                                                                     |                                                                       |                                                                       |
| Totalt                                                                | Totalt                                                                | 359                                                                   |                                                                       |                                                                       |

Valet ägde rum den 23 september 1887. Valdeltagandet var 54,7%.

### 1890
| Andrakammarvalet i Sverige 1890: Eskilstuna och Strängnäs valkrets | Andrakammarvalet i Sverige 1890: Eskilstuna och Strängnäs valkrets | Andrakammarvalet i Sverige 1890: Eskilstuna och Strängnäs valkrets | Andrakammarvalet i Sverige 1890: Eskilstuna och Strängnäs valkrets | Andrakammarvalet i Sverige 1890: Eskilstuna och Strängnäs valkrets |
| Kandidat                                                           | Kandidat                                                           | Röster                                                             | Röster                                                             | Röster                                                             |
| Kandidat                                                           | Kandidat                                                           | Antal                                                              | %                                                                  | +− %                                                               |
| ------------------------------------------------------------------ | ------------------------------------------------------------------ | ------------------------------------------------------------------ | ------------------------------------------------------------------ | ------------------------------------------------------------------ |
|                                                                    | Adolf Aulin (partilös frih.)                                       | 176                                                                | 33,7                                                               |                                                                    |
|                                                                    | Arvid Nilsson (högerfrih.)                                         | 173                                                                | 33,1                                                               |                                                                    |
|                                                                    | Erik Albert Lundblad (prot.)                                       | 154                                                                | 29,4                                                               |                                                                    |
|                                                                    | Övriga kandidater                                                  | 20                                                                 | 3,8                                                                |                                                                    |
| Antal giltiga röster                                               | Antal giltiga röster                                               | 523                                                                |                                                                    |                                                                    |
| Kasserade röster                                                   | Kasserade röster                                                   | 1                                                                  |                                                                    |                                                                    |
| Totalt                                                             | Totalt                                                             | 524                                                                |                                                                    |                                                                    |

Valet ägde rum den 10 september 1890. Valdeltagandet var 74,9%. Valet överklagades dock och fick tas om.
| Andrakammarvalet i Sverige 1890: Eskilstuna och Strängnäs valkrets | Andrakammarvalet i Sverige 1890: Eskilstuna och Strängnäs valkrets | Andrakammarvalet i Sverige 1890: Eskilstuna och Strängnäs valkrets | Andrakammarvalet i Sverige 1890: Eskilstuna och Strängnäs valkrets | Andrakammarvalet i Sverige 1890: Eskilstuna och Strängnäs valkrets |
| Kandidat                                                           | Kandidat                                                           | Röster                                                             | Röster                                                             | Röster                                                             |
| Kandidat                                                           | Kandidat                                                           | Antal                                                              | %                                                                  | +− %                                                               |
| ------------------------------------------------------------------ | ------------------------------------------------------------------ | ------------------------------------------------------------------ | ------------------------------------------------------------------ | ------------------------------------------------------------------ |
|                                                                    | Adolf Aulin (partilös frih.)                                       | 386                                                                | 59,9                                                               |                                                                    |
|                                                                    | Arvid Nilsson (högerfrih.)                                         | 257                                                                | 39,8                                                               |                                                                    |
|                                                                    | Övriga kandidater                                                  | 2                                                                  | 0,3                                                                |                                                                    |
| Antal giltiga röster                                               | Antal giltiga röster                                               | 645                                                                |                                                                    |                                                                    |
| Kasserade röster                                                   | Kasserade röster                                                   | 1                                                                  |                                                                    |                                                                    |
| Totalt                                                             | Totalt                                                             | 646                                                                |                                                                    |                                                                    |

Valet ägde rum den 7 januari 1891. Valdeltagandet var 75,6%.

### 1893
| Andrakammarvalet i Sverige 1893: Eskilstuna och Strängnäs valkrets | Andrakammarvalet i Sverige 1893: Eskilstuna och Strängnäs valkrets | Andrakammarvalet i Sverige 1893: Eskilstuna och Strängnäs valkrets | Andrakammarvalet i Sverige 1893: Eskilstuna och Strängnäs valkrets | Andrakammarvalet i Sverige 1893: Eskilstuna och Strängnäs valkrets |
| Kandidat                                                           | Kandidat                                                           | Röster                                                             | Röster                                                             | Röster                                                             |
| Kandidat                                                           | Kandidat                                                           | Antal                                                              | %                                                                  | +− %                                                               |
| ------------------------------------------------------------------ | ------------------------------------------------------------------ | ------------------------------------------------------------------ | ------------------------------------------------------------------ | ------------------------------------------------------------------ |
|                                                                    | Adolf Aulin (partilös frih.)                                       | 550                                                                | 63,4                                                               | ▲3,5                                                               |
|                                                                    | Arvid Nilsson (högerfrih.)                                         | 318                                                                | 36,6                                                               | ▼3,2                                                               |
| Antal giltiga röster                                               | Antal giltiga röster                                               | 868                                                                |                                                                    |                                                                    |
| Kasserade röster                                                   | Kasserade röster                                                   | 1                                                                  |                                                                    |                                                                    |
| Totalt                                                             | Totalt                                                             | 869                                                                |                                                                    |                                                                    |

Valet ägde rum den 6 september 1893. Valdeltagandet var 84,3%.